# Томиловка (Красноярский край)
Томиловка — деревня в Казачинском районе Красноярского края. Входит в состав Вороковского сельсовета.

## География
Расположена на правом берегу реки Кеми, вблизи места впадения в неё реки Топкой. Абсолютная высота — 188 метров над уровнем моря.
Климат
Климат характеризуется как резко континентальный, с продолжительной морозной зимой и коротким тёплым летом. Среднегодовая температура воздуха составляет −1,9°С. Средняя температура воздуха самого тёплого месяца (июля) составляет 20 °C (абсолютный максимум — 37 °C); самого холодного (января) — −18 °C (абсолютный минимум — −59 °C). Среднегодовое количество атмосферных осадков составляет 501 мм.

## История
Основана в 1890 году. В 1926 году в деревне Томиловской имелось 44 хозяйства и проживало 239 человек (113 мужчин и 126 женщин). В национальном составе населения того периода преобладали русские. Действовала школа I ступени. В административном отношении входила в состав Вараковского сельсовета Казачинского района Красноярского округа Сибирского края.

## Население
| 2010 |
| ---- |
| 6    |

Половой состав
По данным Всероссийской переписи населения 2010 года в гендерной структуре населения мужчины составляли 83,3 %, женщины — соответственно 16,7 %.